# Palast des Schweigens
Palast des Schweigens (Französischer Titel: Les Silences du palais; arabischer Titel: Ṣamt al-quṣūr) ist ein französisch-tunesischer Film aus dem Jahr 1994 von Moufida Tlatli, die zusammen mit Nouri Bouzid das Drehbuch verfasste. Das Drama um das Schicksal von Frauen in den 50er und 60er Jahren in den tunesischen Herrscherhäusern ist das Debüt und der erste Film unter der Regie einer Frau aus der arabischen Welt und wurde beim Carthage Film Festival (JCC) in Tunesien 1994 mit dem Tanit d’Or ausgezeichnet, wo Hend Sabri für die Rolle der jungen Alia auch als Beste Schauspielerin geehrt wurde. Beim Toronto International Film Festival (TIFF) 1994 wurde der Film mit dem FIPRESCI-Preis honoriert, nahm an diversen weltweiten Festivals teil und erhielt 1995 unter anderem die Auszeichnung als Bester Film beim Festival del Cinema Africano, d’Asia e America Latina von Mailand.

## Handlung
Mitte der 60er Jahre singt Alia in Bars, um sich so ihren Lebensunterhalt zu verdienen. Sie ist 25 und lebt unverheiratet mit Lotfi zusammen, der in ihrer Jugend ihr Lehrer war und mit dem sie in die Stadt geflohen ist, um dem Leben im Palast des Bey zu entkommen. Alia ist schwanger von Lotfi; der möchte kein Kind und auch nicht heiraten und drängt Alia, einen Schwangerschaftsabbruch vornehmen zu lassen. In dieser Situation erzählt er Alia, dass Sid Ali verstorben sei, und sie macht sich nach 10 Jahren auf den Weg an den Ort, an dem sie aufgewachsen ist als das illegitime Kind einer Dienerin im Palast.
Dort angekommen, wird Alia von Erinnerungen ihrer Jugend heimgesucht, während sie am Bett der alten Dienerin Khalti Hadda sitzt. Diese – inzwischen erblindet und ans Bett gefesselt – spricht mit ihr über die Vergangenheit. Alia streift durch die Räume, viel ist nicht mehr geblieben von der einstigen Pracht. Alias Jugend fand in einer Zeit statt, als Tunesien die Unabhängigkeit von Frankreich anstrebte und damit auch im Jahr 1957 die Herrschaft des Bey beendet war. Ihre Mutter Khedija ist – wie die anderen Dienerinnen im Haus – eine Sklavin, ohne Mitspracherecht über ihren Körper, mit dem sie auch sexuell zur Verfügung zu stehen hat. In Flashbacks schaut Alia auf das Kind, dessen Vater es niemals als seins anerkennen wird; sie sieht, wie ihre Mutter von Sid Ali und Si Bechir sexuell missbraucht wurde, wenn sie unter dem Vorwand, den Tee zu servieren, Massagen oder Fußbäder zu verabreichen, gerufen wurde und Alia, der Mutter, immer wieder heimlich hinterherspionierte. Alia erlebt erneut die Traumata, welche sie als Heranwachsende durchlebte, als die Mutter nach einer ungewollten Schwangerschaft einen Abbruch von einer der Dienerinnen vornehmen lässt und daran stirbt, während Alia für die Gäste im Haus singt. Sie trifft am Ende eine Entscheidung, sie wird ihr Kind bekommen, nicht wissend, ob der Vater anwesend sein wird, oder ob sie das Kind eventuell auch alleine aufziehen muss.

### Hauptcharaktere
Khedija, die Mutter von Alia, wurde im Alter von 10 Jahren an den Bey verkauft und arbeitet seither als Dienerin im Palast. Neben ihren Tätigkeiten im Haushalt wird sie gerufen, um vor dem Bey und seinen Gästen zu deren Unterhaltung zu tanzen. Sie erzieht Alia alleine und behält für sich, wer der Vater sein könnte. Beide Söhne des Bey erwarten sexuelle Dienste von ihr, von Si Bechir wird sie brutal vergewaltigt. Als sie bemerkt, wieder ungewollt schwanger zu sein, bittet sie nach der Medizinfrau zu schicken, um die Schwangerschaft zu beenden. Khedija weiß, wie all die anderen Frauen, dass, wenn ihr weiteres Kind auch ein Mädchen sein würde, es mit der gleichen sexuellen Ausbeutung konfrontiert sein wird, die sie erlebt. Als Alia älter wird, fürchtet Khedija um deren Sicherheit vor den Männern des Palasts. Sie möchte Alia ihr Schicksal ersparen.
Alia, Tochter von Khedija, ist während ihrer Kindheit überwiegend umgeben von den Dienerinnen des Palastes, hält sich zwischen Palastküche und den Dienstbotenzimmern auf und versucht seit Kindheit zu erfahren wer ihr Vater ist. Sie spricht wenig, beobachtet viel. Sie wird Zeugin der Vergewaltigung der Mutter durch Si Bechir. Obwohl Männer im Haus des Bey anwesend sind, gibt es keine starke männliche Vaterfigur für sie. Ausnahme sind einige Szenen aus ihrer Kindheit, in denen Sid Ali eine Art Vaterfigur einnimmt. Sie hat während der Kindheit den sehnlichen Wunsch, das Spiel der Laute, der Oud, zu erlernen, dem Instrument der Oberschicht. Auch als Erwachsene wird Alias Beziehung zu ihrem Partner Lotfi mit dem Konflikt einer ungewollten Schwangerschaft beladen.
Si Bechir, einer der Söhne des Bey, ist rücksichtslos mit den Dienerinnen. Er weiß sehr wohl, dass diese keine Möglichkeit haben sich ihm zu widersetzen. Auch Alia wird klar zum Objekt seiner Begierde. Er verlangt von Khedija, ihm Alia in sein Zimmer zu schicken „um Tee zu servieren“, einer Beschönigung der Tatsache, ihm sexuell zu dienen. Khedija, nicht in der Position den Wunsch rigoros abzuwehren, erzählt ihm, um ihre Tochter zu schützen, dass diese nicht wisse, wie Tee richtig serviert werde. Mit seiner Tochter Sarra verbindet Alia eine Freundschaft. Sie spielen und musizieren zusammen. So hat Alia ein wenig mehr Zutritt zur Welt der Herrscher.
Sid Ali, ein weiterer Sohn des Bey, hat nur in wenigen Szenen für Alia einige väterliche Gesten übrig. Er könnte Alias Vater sein. Er scheint eine besondere Vorliebe für Khedija zu haben, eifersüchtig von seiner Frau beäugt. Eines Tages überrascht ihn Alia im Bett mit ihrer Mutter, die Szene erscheint ihr beinahe einvernehmlich, im Gegensatz zu der darauf folgenden Vergewaltigung der Mutter durch Si Bechir. Der Tod Sid Alis ist der Grund, warum Alia in den Palast ihrer Kindheit zurückkehren wird.
Der Bey ist Vater von Si Bechir und Sid Ali. Er hat seinen Söhnen deren Umgang mit den Dienerinnen vorgelebt.
Lotfi unterrichtete die junge Alia an der Laute, lehrt sie das Lesen und Schreiben, bringt ihr Musik nahe und erzählt ihr von der nationalistischen Bewegung, die außerhalb der Palastmauern stattfindet. Das weckt Alias Wunsch nach Unabhängigkeit, und sie flieht später mit ihm in die Stadt, wo er ihr Geliebter wird. Er ist nicht gewillt sie zu heiraten. Als sie schwanger wird, verlangt er die Abtreibung des Kindes, offenbar nicht das erste Mal. Zwar ist Alia keine Sexsklavin für ihn, dennoch unterwirft er sie mit seiner Haltung einem Leben, das außerhalb Alias Kontrolle liegt.
Cherifa wird von den Dienerinnen des Palastes gerufen, wenn es gilt Krankheiten zu behandeln oder die Enthaarung der Frauen vorzunehmen. Nach ihr wird geschickt, um den Abbruch der ungewollten erneuten Schwangerschaft Khedijas vorzunehmen.
Khalti Hadda, eine weitere Dienerin, ist eine Art Vertraute für Khedija. Alia liebt sie. Sie kommt, um nach ihr zu sehen, als Khedija sich vor Schmerzen über das Waschbecken beugt, und spricht diese leise, wie ein Geheimnis bewahren wollend, auf ihre Schwangerschaft an. Sie versucht Khedija Trost zu spenden. Zusammen mit Khedija spart sie ein wenig Geld, um eine Laute für Alia zu kaufen. Sie versteckt Lotfi, der ein Anhänger der Revolution ist und deshalb gesucht wird anfangs im Palast.

## Hintergrund

### Die Dienstboten
Die Dienstboten der Familie sind ausschließlich innerhalb der Küche, innerhalb ihrer Quartiere oder bei Tätigkeiten im Haus zu sehen. Nie sind sie außerhalb des Palastes anzutreffen, was ihre Gefangenschaft unterstreicht. Es gibt ein Radio, über das die Diener den Vorgängen auf den Straßen von Tunesien lauschen, als der Umbruch im Land vonstattengeht. Vereinzelt bringen männliche Dienstboten Neuigkeiten mit, wenn sie mit Einkäufen vom Markt kommen. Die Dienerinnen werden in bedrückenden Situationen dargestellt, umrahmt von ihren kulturellen Praktiken und der männlichen Dominanz der Oberen. Sie haben nicht das Recht ihre Stimme zu erheben. Es gibt bedeutende Szenen im Film, in denen Khedija dieses Tabu bricht. Einmal, als sie feststellt wieder schwanger zu sein und sich mit der Entscheidung, diese Schwangerschaft zu beenden, in die Küche zu den Frauen begibt. Sie leidet, sitzt etwas abseits, beinahe erdrückt unter ihrer Last und Scham. In dieser Szene bricht ihr Leid aus ihr heraus. Sie schreit in die Stille der Palastküche hinein, während sie ihren Bauch hält und verlangt, dass man sie in Ruhe lassen möge. Sie äußert ihren Hass gegen sich selbst, ihre Empörung über die Vorgänge, den Hass auf ihren Körper. Danach wird die Stille der Palastküche nur durch das schmerzhafte Schluchzen von Khedija unterbrochen. Die anwesenden Frauen werden groß ins Bild gesetzt. Es läuft keine Musik, niemand spricht. Zwei der Frauen waschen Kleidungsstücke, als würde symbolisch die Schande von Khedija gewaschen. Eine weitere knetet Teig, stur geradeaus scheinbar in die Zukunft schauend. Mit ihrer Stille bieten sie Khedija den Schutz ihre Situation zu ertragen. Die Dienerinnen haben gelernt solidarisch zu sein, auch wenn sie ihre Situation nicht ändern können.

### Alias Flashbacks
Alia wird von der damals erst 14-jährigen Hend Sabri gespielt, für die Palast des Schweigens ihre erste Rolle vor der Kamera war. Für Alia gibt es mehrere Szenen, die ganz entscheidend sind. Als sie größer wird, fragt sie immer wieder, wer ihr Vater ist, auch ganz direkt, ob Sid Ali ihr Vater wäre. Alia hat einige Szenen, in denen Sid Ali sich beinahe väterlich verhält. Vorher noch weggeschickt, als die ganze Herrscherfamilie sich vor einem Fotografen postiert und Alia Sarra folgen wollte, um Aufstellung zu nehmen, wird sie nach dieser Szene von Sid Ali zusammen mit Sarra zu einem Einzelfoto gerufen. Er spendet auch Beifall, als Alia beginnt, das Lautenspiel zu erlernen oder anfängt zu singen. Leichte Gesten der Anerkennung lassen Alia strahlen, bis sie entdeckt, was die Söhne des Bey in die Quartiere der Dienstboten treibt, und damit auch Sid Ali in das Zimmer ihrer Mutter, welches Alia mit ihr teilt. Alia ist oft zu sehen, wie sie auf leisen Sohlen der Mutter folgt, um zu schauen wozu diese gerufen wurde. Sie beobachtet durch das Fenster ihres Zimmers Sid Ali und ihre Mutter im Bett. Sie stürmt davon, erreicht den Palastgarten und beginnt in großen Kreisen auf dem Rasen zu laufen, bis sie zusammenbricht und in Ohnmacht fällt. Dort wird sie von Si Bechir gefunden, der, mit der Hand ihren Rock hochschiebend, ihre erwachende Schönheit entdeckt, sie aufnimmt, in ihr Zimmer trägt und auf das Bett legt. Als ihre Mutter hinzukommt, bedeutet er dieser, welche Schönheit Alia sei, wendet sich dann aber im Lauf des Gesprächs der Mutter zu und vergewaltigt diese im Beisein Alias – inzwischen erwacht – im Zimmer. Alia läuft davon, zum Ausgang des Palastes, die geschlossenen Tore drücken in ihr Gesicht, und sie schreit ihren Schmerz heraus. Stille in dieser Szene, keine Musik, Alias Schrei nicht zu hören.
Cherifa, gerufen um die Schwangerschaft von Khedija zu beenden, kümmert sich auch um Alia, als die nach dem Trauma der Vergewaltigung krank im Bett liegt. Dass Cherifa gerufen wird, um Schwangerschaften abzubrechen, muss etwas sein, was auch in der Vergangenheit bereits vorgekommen ist, so dass sie sich Wissen darin erworben hat. Für Alia ist das Leid der Mutter ganz präsent, als sie diese im Zimmer antrifft, sich heftig auf den Bauch schlagend in ihrer Not über die ungewollte Schwangerschaft. Nachdem die Mutter von Cherifa ein Mittel zum Abbruch bekommen, die Dienerschaft Sarras Fest vorbereitet hat und Alia von Sarra gebeten wurde, für die anwesenden Gäste zu singen, kommt es zum Drama. Die Mutter bricht zusammen, wird von den anderen Dienerinnen in ihr Bett gebracht und windet sich dort unter Schmerzen an den Folgen des Abbruchs, übertönt von Alias Gesang für die Oberen. Ihre Rebellion mag in diesem Moment sein, dass sie auch das Lied der Revolution anstimmt, die Damen den Saal verlassen und die Herren ihr Kartenspiel unterbrechend, ehe Alia läuft, um nach der Mutter zu sehen und diese tot im Zimmer vorfindet. All das zusammen hat zu ihrem Entschluss beigetragen, aus dem Palast davonzulaufen und ihr Glück als Sängerin in der Stadt zu suchen, trügerisch, wie sich herausstellen wird. Sowohl in ihrer Beziehung zu Lotfi, der nichts davon hält sich seiner Verantwortung zu stellen, noch vor den Nachbarn ihres Wohnviertels oder Gästen der Bar, in der sie singt, deren aller Verachtung über ihren Lebenswandel Alia spürt.

## Entstehungsgeschichte
2008 war Tlatli eingeladen, zusammen mit den Regisseurinnen Ingrid Sinclair und Nadine Labaki anlässlich des 40-jährigen Jubiläums Quinzaine des réalisateurs, einer Parallelveranstaltung der Filmfestspiele von Cannes, an einer Podiumsdiskussion teilzunehmen. Dort sprach sie unter anderem über die Geschichte der Entstehung ihres Films. Sie erzählte, wie sie dazu kam, an der französischen Filmhochschule, dem IDHEC, zu studieren, und welche Schwierigkeiten sie im Vorfeld hatte, von ihrem Vater die Erlaubnis für ein Studium in diesem Metier und noch dazu im Ausland zu erhalten. Sie berichtete auch über die Schwierigkeiten, um das nötige Stipendium dafür zu erlangen. Tlatli entstammt – laut eigener Aussage – keiner wohlhabenden Familie. Der Vater hatte andere Berufswünsche für sie, den der Krankenschwester zum Beispiel. Die Arbeit beim Film, noch dazu für eine Frau, war nichts, was in der Zeit als üblich und angesehen für ein Mädchen galt. An der Hochschule in Paris erlernte sie den Filmschnitt. Später, zurück in Tunesien – Tlatli hatte inzwischen als Filmeditorin Fuß gefasst und selber bereits kleine Kinder – gab sie diesen Beruf für einige Zeit auf, da ihre Mutter an der Alzheimer-Krankheit litt und Tlatli, als älteste Tochter, deren Pflege übernahm. Eines Tages kaufte sie einen Notizblock und Stift und begann, ihre Erinnerungen an die Mutter und die Kindheit aufzuschreiben, während sie ihre Mutter ansah, mit ihr sprach. Die Mutter konnte sich inzwischen nicht mehr äußern. Sie suchte Nachbarn, Tanten und Cousinen auf und befragte diese zu deren Vergangenheit, alles notierend, später bearbeitend. Langsam schenkte man ihr Vertrauen und es kamen viele Geschichten zusammen. Daraus entstanden 90 Seiten, die sie versteckte.
Tlatli – inzwischen wieder zurück im Beruf nach dem Tod der Mutter – fand eines Tages dieses Notizbuch wieder, las es, und bewegt ob der Geschichten hatte sie die Idee, dass man diese verfilmen könnte. Als sie damit einen Regisseur aufsuchte, bat sie ihn, diese Geschichte zu lesen, und wenn er es für gut befinden würde, möge er einen Film daraus machen. Tlatli bat nur um eine Sache: der Film sollte ihrer Mutter gewidmet sein. Er las und riet ihr, das Drehbuch niemandem mehr anzubieten, da es zu persönlich sei. Er machte ihr deutlich, dass es ihre Geschichte wäre und sie solle diese als Regisseurin selber umsetzen. Tlatli hatte bis dahin an Drehbüchern und der Filmmontage gearbeitet, dadurch und durch Beobachtungen auch etwas über Kameraführung gelernt, aber nie Regie geführt. Sie zweifelte, ob sie das könne. Der Regisseur ermutigte sie die Regie zu übernehmen, und so nahm sie die Herausforderung an. Plötzlich war alles einfach, sie erhielt Hilfe, der französische Produzent sagte sofort nach dem Lesen des Drehbuchs zu, ihren Film zu produzieren. Sie begann mit den Dreharbeiten in Tunesien und sah sich bereits am ersten Tag damit konfrontiert, wie eine Frau Regie führen wollte, den Frauen nah, aber auf Distanz mit den Männern, beinahe sich fürchtend vor ihnen. Es gelang, sie beendete die Regiearbeit, und plante danach wieder zum Filmschnitt zurückzukehren. Zu der Zeit ging Tlatli fest davon aus, dass es ihr einziger Film bleiben würde. Sie sprach darüber, dass ihre Mutter keine Dienerin im Palast gewesen sei, wie die Frauen in ihrem Film, aber ihre Mutter sei eine Dienerin zu Hause gewesen. Sie diente Tlatlis Vater, ihren Brüdern, sie habe im Dienste aller gestanden, ohne sich je darüber zu beklagen. Das beunruhigte Tlatli, diese Stille der Mutter schien ihr der Höhepunkt eines Lebens zu sein, ohne sich überhaupt auszudrücken.
Durch die Wahl ihren Film mit Rückblenden umzusetzen, erzählt Tlatli ihre Geschichte. Sie lässt die erwachsene Alia in Form dieser Flashbacks durch die Augen der jungen Alia auf das Leben im Palast blicken. Es ist die Geschichte von Dienerinnen, die die letzten Tage der französischen Kolonialherrschaft in Tunesien durchlebten. Tlatli erzählte während eines Interviews, dass der Film aus einem Zwang entstanden sei, die Geschichte der Generation ihrer Mutter zu erzählen, die ohne die Freiheiten lebte, die mit der Unabhängigkeit Tunesiens von Frankreich entstanden. Der Film sei, laut Tlatli, eher provoziert als inspiriert entstanden, in einer Zeit, als sie selber sehr viele Fragen an sich, ihre Mutter und ihre Tochter stellte, und sagte dazu: „Der Aspekt, der mich am stärksten trifft, ist das Schweigen, das Frauen in der arabisch-muslimischen Welt aufgezwungen wird. Sie wachsen in Zweifeln an ihrer eigenen Existenz und ihrer eigenen Vergangenheit auf.“ Sie habe über diese Zeit auch für ihre Tochter recherchieren wollen. Herausgekommen ist ein „reicher, emotionaler Blick auf das Leben in den Küchen und Schlafzimmern, in denen diese arbeitenden Frauen ihre Dramen spielten“, wie Autor Peter F. Sisler im Mai 1995 für United Press International festhielt. In diesem Gespräch räumte Tlatli ein, dass der Film melancholisch sei. Sie habe die Traurigkeit im Palast und der Arbeit der Diener auf der Bauchebene zeigen wollen. Sie habe die Gesellschaft zu dieser Zeit zeigen wollen, in der man nicht darüber sprach, wie man sich fühlt, weil es viele geheime, versteckte Dramen und Tabuthemen gegeben habe.

## Rezeption
Zu Beginn des Films steht Tlatlis Widmung an ihre Mutter. Der Film wurde von Canal Horizon, Cinétéléfilms & Mag Films (Tunesien) und Mat Films (Frankreich) mit Unterstützung des tunesischen Ministerium für Kultur und Denkmalschutz, dem französischen Kulturministerium, dem Ministerium für Europa und Äußeres, dem französischen Centre National du Cinema (CNC), Channel Four Films (einer britischen Filmproduktionsfirma der Channel Four Television Corporation), dem Hubert Bals Fund (ein Fonds zur Unterstützung von Filmschaffenden aus Entwicklungsländern) und der Agence de coopération culturelle et technique (ACCI) produziert und weltweit von diversen Filmverleihern vertrieben. Für Deutschland beispielsweise von Absolut Medien als die VHS des Films im Mai 1999 erschien. Die Originalversion des Films mit deutschen Untertiteln ist ebenfalls auf DVD und Blu-ray Disc erhältlich.

### Musik
Der Soundtrack zum Film erschien 1994 bei Virgin France, vertrieben durch Caroline Records Inc., unter dem Arrangement von Anouar Brahem. Die CD umfasst 15 Titel, von denen 6 von Brahem alleine komponiert wurden, zwei weitere Titel schrieb er zusammen mit Ali Louati. Für den ersten Titel „Amal Hayati“ arbeitete der Komponist Mohamed Abdelwahab mit Ahmed Hassan Kamel zusammen, der die Lyriks beisteuerte. Eine weitere Kollaboration ist auf dem Album für das Stück „Lessa Faker“ durch den Komponisten Riadh Sombati und für die Lyriks Abdelfattah Mustapha zu finden, und auch das Stück „Ghanili Cheoui Cheoui“ ist eine Gemeinschaftsarbeit des Komponisten Zakaria Ahmed und Beirem Tounsi für die Lyriks. Vier weitere Titel des Albums sind Kompositionen traditioneller Musik, zu deren Herkunft keinerlei weitere Angaben bei Discogs gemacht wurden. Die Aufnahmen sind im Studio Bouchnak in Tunis entstanden. Dieses Tonstudio wird von Lotfi Bouchnak, einem Sänger, Komponisten und Schauspieler betrieben. Bouchnak wird als „Pavarotti“ Tunesiens bezeichnet und gilt als einer der besten Tenöre des mittleren Osten, Nordafrika und der arabischen Welt.

### Bücher
Im Jahr 2004 erschien durch den Pariser Verlag L'Avant Scene Cinéma Moufida Tlatlis Buch zum Drehbuch des Films. Auf 80 Seiten finden sich auch Pressestimmen, Illustrationen und ihre Filmografie. Eine weitere Buchausgabe unter dem Titel Les Silences du palais – Scénario du film (French Edition) erschien im Jahr 2013, im selben Verlag, in einer Stärke von 197 Seiten, Autoren sind Bouzid und Tlatli. Ebenfalls im Jahr 2013 veröffentlichte das Dubai International Film Festival (DIFF) ein Buch über das arabische Kino mit dem Titel Cinema of Passion. Das Werk wurde zusammengestellt mit Beiträgen von 475 weltweit bekannten Filmkritikern, Akademikern, Schriftstellern und mit Unterstützung der Dubai Culture and Arts Authority (DCAA) herausgegeben. Jede der bekannten Persönlichkeiten war im Vorfeld dazu eingeladen worden, die 10 wichtigsten Filme des arabischen Kinos auszuwählen. Daraus wurde später dann eine Top-100-Filmliste erstellt, die durch DIFF und Filmkritiker Ziad Abdullah „von einem kritischen und historischen Zugang zum arabischen Kino und einer analytischen Studie für die Liste nach arabischer erkenntnistheoretischer, soziologischer und politischer Ordnung“ begleitet wurde. Jeder Film auf dieser Liste wurde durch 20 arabische Filmkritiker in Englisch und Arabisch wissenschaftlich und kritisch betrachtet und mit historischen Daten, Informationen über die Produktionen sowie Hintergründen zu den wichtigsten Kreativen versehen, die die Filme möglich gemacht haben. Auf dieser Liste befindet sich Palast des Schweigens auf Platz 5. Intern im Vergleich zu weiteren gelisteten Filmen aus Tunesien führt der Film mit Platz 1 die Liste an. Nach Veröffentlichung wurde das Buch „als unverzichtbarer Verweis auf das Studium des arabischen Kinos“ an internationale und regionale Bibliotheken verteilt.
Der Film erschien inklusive des Originaltitels bisher unter 16 Titeln:
- Les Silences du Palais – Tunesien (französischer Titel)
- The Silences of the Palace – weltweiter englischer Titel
- Los silencios del palacio – Spanien
- Os Silêncios do Palácio – Brasilien
- Fortielsernes palads – Dänemark
- Palatsin hiljaisuus – Finnland
- Οι σιωπές του παλατιού – Griechenland
- A palota csendje – Ungarn
- Shtikat ha'armon – Israel (hebräischer Titel)
- Palassets stillhet – Norwegen
- Palac milczenia – Polen
- Дворцовые молчания – Russland
- Palatsets tystnad – Schweden (Theatertitel)

1997 lief der Film in den deutschen Kinos an. Die taz schrieb Ende April 1998 in ihrer Betrachtung zu Tlatlis Film, dass dieser bis dahin nur einmal in Tunesien gezeigt wurde, obwohl er bereits Preise in Cannes, San Francisco und Toronto gewonnen hatte und dadurch zu der Zeit der erfolgreichste Film aus Nordafrika war.

## Kritiken
Weltweit mit zahlreichen Kritiken bedacht, hält das Lexikon des internationalen Films den Film für „westliche Zuschauer“ für „eventuell bisweilen irritierend“, weist jedoch auf „die Fülle bitterer Wahrheiten“ hin, mit der trotz „dramaturgischer Zurückhaltung“ eine „eindeutige Position“ bezogen wird.
Als der Film 1994 beim New York Film Festival aufgeführt wurde, veröffentlichte Caryn James für The New York Times am 30. September 1994 eine Rezension, in der sie den Film als eine „universelle Coming-of-Age-Geschichte mit einem feministischen Twist“ beschrieb. Anlässlich weiterer Aufführungen in Greenwich Village im Jahr 1996 veröffentlichte die New York Times erneut Auszüge der Rezension, in der James die Inszenierung Tlatlis als ein „faszinierendes und gelungenes Erstlingswerk“ bezeichnete.
Für den San Francisco Chronicle publizierte Barbara Shulgasser Anfang September 1995 eine Zusammenfassung des Films, in der sie die Rolle der Frauen als „Sklaven“ herausstellte.
Für die Los Angeles Times hob der Filmkritiker Kevin Thomas im März 1996 für das „selbstbewusste und markante Regiedebüt“ von Tlatli den „fließenden, sinnlichen Stil“ hervor, mit dem Kameramann Ben Youssef und Tlatli abwechselnd „brutal“ und „zärtlich“ den „intimsten und zart nuanciertesten Film“ geschaffen haben. Er führte weiter aus, dass Tlatli mit ihrem Film „einen Schlag für die Frauenrechte“ gesetzt habe.
Als der Film in den deutschen Kinos lief, widmete sich Wilfried Hippen für die taz einer Vorstellung und stellte heraus, dass der Film „keine deprimierende soziale Anklage“ sei, was am „poetischen Blick der Filmemacherin“ liegen würde. Der Film würde sich auch weit von „billiger Exotik“ befinden, dennoch sei „jede Einstellung“ von „makelloser Schönheit“.
Cinema beurteilt den Film als „Emanzipationsdrama mit politisch brisanten Bildern moderner Sklaverei“. Zitiert wird Marcel Reich-Ranicki mit seinen Worten aus dem „Literarischen Quartett“: „Ich sage, das ist ja langweilig! Und dann sagen die anderen: Nein, es soll langweilig sein!“ […] Die „Chronik einer Menschwerdung ist sicher kein Highlight für jene, die ‘Men in Black’ tunesischen Tellerwäscher-Tragödien vorziehen. Doch wen eine Skizze des politischen Häftlings namens Frau interessiert, ein Porträt von Menschen, die lebenslang ‘zur Verfügung’ stehen müssen, der sollte diesen subtilsten Gefängnisfilm aller Zeiten sehen.“

## Auszeichnungen (Auswahl)
- 1994: Caméra d’Or und Special Mention – Internationale Filmfestspiele von Cannes
- 1994: Tanit d'Or – Carthage Film Festival
- 1994: Silberner Hugo (Bestes Erstlingswerk) – Chicago International Film Festival
- 1994: FIPRESCI-Preis – Toronto International Film Festival
- 1995: Sutherland Trophy – London Film Festival
- 1995: Goldene Tulpe – International Istanbul Film Festival
- 1995: Bester Film – Festival del Cinema Africano, d’Asia e America Latina Milano

### Festivals (Auswahl)
- 1994: New York Film Festival
- 1994: Internationales Filmfestival Thessaloniki
- 2000: Tokyo International Kanebo Women's Film Festival
- 2000: Jakarta International Film Festival
- 2005: Buenos Aires International Festival of Independent Cinema
- 2008: Women's Cinema from Tangiers to Tehran